# Електрофільтр ДВП
Електрофільтр ДВП — електростатичний фільтр для пиловловлювання.

Складається з корпусу 2, вхідного 1 і вихідного 8 патрубків, осаджувального 3 і коронуючого 4 електродів, підвіски 5, ізоляторної коробки 7 з ізоляторами 6, напрямних лопатей 9 для запиленого повітря і пилового бункера 10.
Корпус складається з секцій з вертикально розташованими в них осаджувальними і коронуючими електродами. Осаджувальні заземлені електроди виконані у вигляді здвоєних пластин з вузькою щілиною між ними для відводу пилу. Коронуючі електроди, виготовлені з дроту, об'єднані підвіскою і підключені до високої напруги через ізолятор і ізоляторну коробку.
Запилене повітря надходить через вхідний патрубок, розсікається напрямними лопатями і через газорозподільну решітку знизу вводиться в міжелектродний простір. Осілий пил з осаджувальних електродів струшується кулачковим механізмом в пиловий бункер. Очищене повітря відводиться з верхньої зони фільтру і викидається в атмосферу.
Електрофільтри характеризуються великою продуктивністю і ефективністю уловлювання пилу до 99 %. Їх рекомендується застосовувати при необхідності ретельного очищення великого об'єму газів, що містять тонкодисперсний цінний або токсичний пил, а також для очищення повітря вентиляційних установок.